# Брезешть
Брезешть, Брезешті (рум. Brăzești) — село у повіті Алба в Румунії. Адміністративно підпорядковане місту Бая-де-Арієш.
Село розташоване на відстані 307 км на північний захід від Бухареста, 41 км на північний захід від Алба-Юлії, 47 км на південний захід від Клуж-Напоки.

## Населення
За даними перепису населення 2002 року у селі проживали 276 осіб, усі — румуни. Усі жителі села рідною мовою назвали румунську.